# Wanakameer
Het Wanakameer of Lake Wanaka is het op drie na grootste meer van Nieuw-Zeeland en is gelegen op het Zuidereiland in de regio Otago op 300 meter hoogte. De plaats Wanaka ligt aan de oever van het meer.

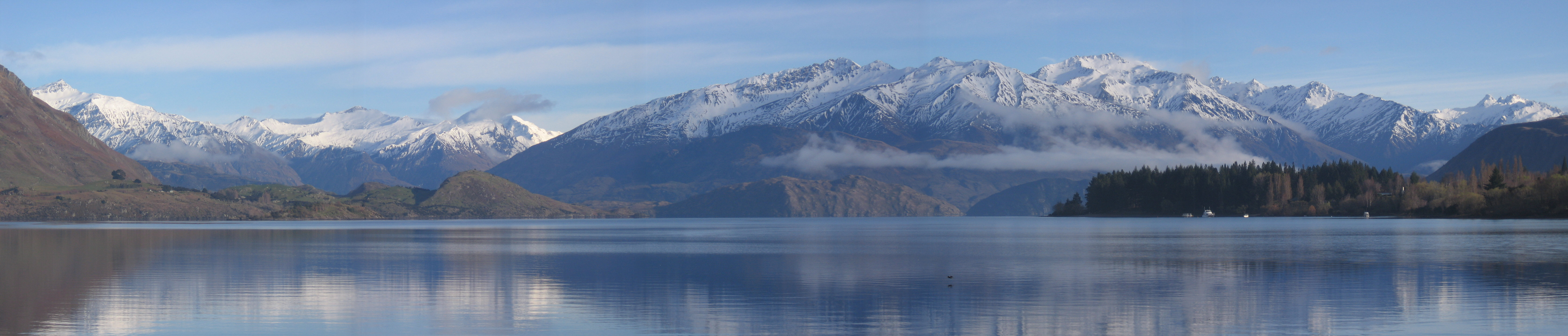
Gezicht op Lake Wanaka